# Bocca di Caset
Bocca di Caset este o arie protejată (arie specială de conservare — SAC, sit de importanță comunitară — SCI, arie de protecție specială avifaunistică — SPA) din Italia întinsă pe o suprafață de 50 ha, integral pe uscat.

## Localizare
Centrul sitului Bocca di Caset este situat la coordonatele 45°51′25″N 10°41′24″E / 45.856944°N 10.69°E.

## Înființare
Situl Bocca di Caset a fost declarat sit de importanță comunitară în iunie 1995 pentru a proteja 1 specie de plante și 80 de specii de animale. Alte tipuri de protecție:
- arie de protecție specială avifaunistică (în noiembrie 1998)[2]
- arie specială de conservare (în martie 2014)[1][3][4]

## Biodiversitate
Situată în ecoregiunea alpină, aria protejată conține 8 habitate naturale: Grohotișuri calcaroase și de șisturi calcaroase de la nivelul montan până la nivelul alpin (Thlaspietea rotundifolii), Pante stâncoase calcaroase cu vegetație casmofită, Păduri de fag Asperulo-Fagetum, Pajiști alpine și subalpine calcaroase, Tufărișuri cu Pinus mugo și Rhododendron hirsutum (Mugo-Rhododendretum hirsuti), Păduri acidofile de Picea de la nivel montan la nivel alpin (Vaccinio-Piceetea), Pajiști alpine și boreale, Păduri de fag subalpine medio-europene cu Acer și Rumex arifolius.
La baza desemnării sitului se află mai multe specii protejate:
- plante (1): Daphne petraea
- păsări (79): uliu porumbar (Accipiter gentilis), uliu păsărar (Accipiter nisus), lăcar-de-lac (Acrocephalus scirpaceus), pițigoi codat (Aegithalos caudatus), minunița (Aegolius funereus), ciocârlie-de-câmp (Alauda arvensis), fâsă de luncă (Anthus pratensis), fâsă de pădure (Anthus spinoletta), fâsă de pădure (Anthus trivialis), lăstunul mare (Apus apus), acvilă de munte (Aquila chrysaetos), ciuf-de-pădure (Asio otus), cocoșul de mesteacăn (Bonasa bonasia), șorecarul comun (Buteo buteo), caprimulg (Caprimulgus europaeus), sticlete (Carduelis carduelis), cojoaica de pădure (Certhia familiaris), erete vânăt (Circus cyaneus), erete cenușiu (Circus pygargus), botgros (Coccothraustes coccothraustes), porumbel gulerat (Columba palumbus), cuc (Cuculus canorus), pițigoi albastru (Cyanistes caeruleus), lăstun de casă (Delichon urbicum), ciocănitoare pestriță mare (Dendrocopos major), ciocănitoare neagră (Dryocopus martius), presură de grădină (Emberiza hortulana), măcăleandru (Erithacus rubecula), șoim de iarnă (Falco columbarius), șoimul rândunelelor (Falco subbuteo), vânturel roșu (Falco tinnunculus), muscar-gulerat (Ficedula albicollis), muscar negru (Ficedula hypoleuca), cinteză (Fringilla coelebs), Fringilla montifringilla, ciuvică (Glaucidium passerinum), frunzăriță galbenă (Hippolais icterina), rândunică (Hirundo rustica), sfrâncioc roșiatic (Lanius collurio), Locustella naevia, pițigoi moțat (Lophophanes cristatus), forfecuță gălbuie (Loxia curvirostra), ciocârlie de pădure (Lullula arborea), Lyrurus tetrix tetrix, codobatură galbenă (Motacilla alba), codobatura galbenă (Motacilla flava), muscar sur (Muscicapa striata), pietrar sur (Oenanthe oenanthe), pițigoi mare (Parus major), pițigoi de brădet (Periparus ater), viespar (Pernis apivorus), codroș de munte (Phoenicurus ochruros), codroșul de pădure (Phoenicurus phoenicurus), pitulice de munte (Phylloscopus collybita), pitulice sfârâitoare (Phylloscopus sibilatrix), pitulice-fluierătoare (Phylloscopus trochilus), ciocănitoare verzuie (Picus canus), pițigoi de munte (Poecile montanus), brumăriță de pădure (Prunella modularis), Ptyonoprogne rupestris, mugurarul (Pyrrhula pyrrhula), aușel sprâncenat (Regulus ignicapilla), aușel cu cap galben (Regulus regulus), mărăcinar (Saxicola rubetra), sitar de pădure (Scolopax rusticola), țiclete (Sitta europaea), scatiu (Spinus spinus), huhurez mic (Strix aluco), silvie cu cap negru (Sylvia atricapilla), silvie de zăvoi (Sylvia borin), silvie-mică (Sylvia curruca), Tachymarptis melba,  cocoș de munte (Tetrao urogallus), pănțărușul (Troglodytes troglodytes), sturzul viilor (Turdus iliacus), mierlă (Turdus merula), sturz-cântător (Turdus philomelos), sturz (Turdus pilaris), sturzul de vâsc (Turdus viscivorus)
- mamifere (1): liliac cârn (Barbastella barbastellus)

Pe lângă speciile protejate, pe teritoriul sitului au mai fost identificate 8 specii de plante, 1 specie de păsări, 2 specii de amfibieni, 6 specii de mamifere, 2 specii de reptile.